# 尖叶牛尾菜
尖叶牛尾菜（学名：Smilax riparia var. acuminata）为百合科菝葜属下的一个变种。

## 扩展阅读
- 維基物種上的相關：尖叶牛尾菜